# Denominacions col·lectives de grups d'elements de característiques similars
Denominacions col·lectives de grups d'elements de característiques similars és el terme usat per la IUPAC per descriure la nomenclatura per la categorització dels elements químics.
Els següents noms estan aprovats per la IUPAC:
- Metalls alcalins - els metalls del grup 1: Li, Na, K, Rb, Cs, Fr.
- Metalls alcalinoterris - els metalls del grup 2: Be, Mg, Ca, Sr, Ba, Ra.
- Pnicurs - els elements del grup 15: N, P, As, Sb, Bi.
- Calcògens- els elements del grup 16: O, S, Se, Te, Po.
- Halògens - els elements del grup 17: F, Cl, Br, I, At.
- Gasos nobles - els elements del grup 18: He, Ne, Ar, Kr, Xe, Rn.
- Lantànids o lantanoides - elements 57-71: La, Ce, Pr, Nd, Pm, Sm, Eu, Gd, Tb, Dy, Ho, Er, Tm, Yb, Lu.
- Actínids o actinoides - elements 89-103: Ac, Th, Pa, U, Np, Pu, Am, Cm, Bk, Cf, Es, Fm, Md, No, Lr.
- Terres rares - Sc, Y i els lantanoides.
- Metalls de transició - elements dels grups 3 al 12.

## Noms a la Viquipèdia
|  |  |  |  |  |  |  |  |  |  |  |  |  |  |  |  |  |  |  |  |  |  |  |  |  |  |  |  |  |  |  |  |
|  |  |  |  |  |  |  |  |  |  |  |  |  |  |  |  |  |  |  |  |  |  |  |  |  |  |  |  |  |  |  |  |
|  |  |  |  |  |  |  |  |  |  |  |  |  |  |  |  |  |  |  |  |  |  |  |  |  |  |  |  |  |  |  |  |
|  |  |  |  |  |  |  |  |  |  |  |  |  |  |  |  |  |  |  |  |  |  |  |  |  |  |  |  |  |  |  |  |
|  |  |  |  |  |  |  |  |  |  |  |  |  |  |  |  |  |  |  |  |  |  |  |  |  |  |  |  |  |  |  |  |
|  |  |  |  |  |  |  |  |  |  |  |  |  |  |  |  |  |  |  |  |  |  |  |  |  |  |  |  |  |  |  |  |
|  |  |  |  |  |  |  |  |  |  |  |  |  |  |  |  |  |  |  |  |  |  |  |  |  |  |  |  |  |  |  |  |

La Viquipèdia fa servir el sistema híbrid següent en la majoria d'articles relacionats amb la taula periòdica i els elements químics:
- Els grups de sobre, acceptats per la IUPAC, excepte els grups de terres rares, pnicurs i calcògens (és a dir: metalls alcalins, metalls alcalinoterris, halògens, gasos nobles, lantànids, actínids i metalls de transició).
- Els elements que sobren s'agrupen així:
  - Metal·loides - B, Si, Ge, As, Sb, Te.
  - Metalls del bloc p - metalls que no es poden categoritzar enlloc més: Al, Ga, In, Sn, Tl, Pb, Bi, Po.
  - Altres no metalls - no metalls que no es poden categoritzar enlloc més: H, C, N, O, P, S, Se.

## Noms d'ús quotidià
D'altra banda, hi ha molts altres noms de grups d'elements que s'utilitzen quotidianament i d'altres que han estat molt usats històricament. Alguns exemples són els següents:
- Metalls preciosos - metalls no radioactius d'alt valor econòmic.
- Grup del platí - Ru, Rh, Pd, Os, Ir, Pt.
- Metalls nobles - grup de metalls generalment resistents a la corrosió. Sol incloure Ag, Au i els metalls del grup del platí.
- Metalls pesants - grup de metalls definits segons la seva densitat, nombre atòmic o toxicitat elevada.
- Metalls nadius - metalls que surten purs a la natura, incloent-hi els metalls nobles i d'altres com Sn i Pb.
- Metalls de posttransició - metalls amb subcapes d completes a la dreta dels tres elements de transició: Zn, Ga, Cd, In, Sn, Hg, Tl, Pb, Bi.
- Metalls pobres - de vegades usat per referir-se als metalls del bloc p: Al, Ga, In, Tl, Sn, Pb, Bi.
- Elements transurànics - elements amb nombres atòmics més grans de 92.
- Elements transactínids - elements posteriors als actínids, nombres atòmics més grans de 103.
- Elements transplutònics, elements amb nombres atòmics més grans de 94.
- Actínids menors - actínids que es troben en el fuel nuclear, excepte U i Pu: Np, Am, Cm.
- Superactínids - sèries hipotètiques dels elements 121 al 153, els quals inclouen un bloc g (predit) de la taula periòdica.